# Тихвинка (Воронежская область)
Ти́хвинка — село в Грибановском районе Воронежской области.
Входит в состав Кутковского сельского поселения.

## Население
| 1859 | 2010 |
| ---- | ---- |
| 403  | ↘175 |

## Улицы
- ул. Садовая,
- ул. Степная.